# إدمان سلوكي
الإدمان السلوكي يعتبر الإدمان إدماناً حقيقياً إن كنت لا تستطيع الابتعاد عن فعل شيء تعودت عليه بشكل مستمر وبعض أنواع الإدمان قد يفاجئكم. سواء كان ذلك الجنس، وشبكة الإنترنت، أو الرياضة، والرغبة في تجربة “مخاطرة” تصبح قوية لدرجة أن ما يسمى المدمن بأنه يفقد السيطرة ويسعى إلى النشاط بالرغم من كل العواقب السلبية.

## أنواع الإدمان السلوكي
هناك ثمانية عادات سلوكية يمكن ان تصنف تحت عنوان الإدمان وهي:

### الإدمان على القمار
الإدمان على القمار هو أكثر أنواع الإدمان السلوكية قُرباً للمخدرات والإدمان على الكحول. الرابطة الأمريكية للطب النفسي تصنف اضطراب كإدمان. تشير الدراسات إلى أن إدمان القمار تضيء نفس مناطق الدماغ مثل إدمان المخدرات وعادة ما يشمل العلاج من اضطرابات القمار نفس علاج تعاطي المخدرات والكحول.

### الإدمان على الجنس
نسمع من حين لآخر عن مشاهير يعيدون التأهيل لإدمانهم الجنس، ولكن هل الشغف والهوس لممارسة الجنس إدمان حقيقي؟ على الرغم من انه لم تصنف رسميا على أنها إدمان، لكن أعراض إدمان الجنس بما في ذلك فقدان السيطرة وعدم احترام المخاطر والعواقب متشابهة جدا مع الإدمان التقليدي. فماذا يجب على مدمن للجنس أن يفعل؟ كما هو الحال مع المخدرات والكحول، وحتى لعب القمار، يعالج النشاط الجنسي المُفرط ببرامج 12 خطوة .

### الإدمان على الإنترنت
علماء النفس والأطباء النفسيين لا يعتبرون إدمان الإنترنت إدمان حقيقي. ولكن يمكن أن تكون مشكلة بالنسبة لبعض الناس عندما يتغلغل فيفقد السيطرة عليه، فضلا عن الآثار السلبية في العمل والمنزل. فيبدو أن البحوث التي قُدمت في الاجتماع السنوي 2014 للجمعية الأمريكية للطب النفسي تدعم فكرة إدمان الإنترنت من خلال إظهار التغيرات في الدماغ التي حددها تصوير الأعصاب. فشبكة الإنترنت يمكن أن تشغل ما يصل إلى 11 ساعة من اليوم ل ” مدمن إنترنت “. تشير الدراسات إلى أن استخدام الإنترنت القهري يؤثر على 6-14 في المئة من مستخدمي الإنترنت.

### الإدمان على التسوق
هل قمت بشراء سلع لتجنب الشعور بالحزن؛ ولكن بعد ذلك تشعر بالذنب؟ هل لديك خزانة كاملة من الملابس التي لا تزال لديها بطاقات الأسعار عليهم؟ تشير الدراسات إلى أن التسوق القهري يؤثر على النساء أكثر من الرجال، وأنه يمكن أن يؤدي إلى مشاكل كبيرة، سواء من الناحية المالية والشخصية. ولكن كيف يمكنك الحصول على المساعدة؟ علاج إدمان التسوق وعادة ما ينطوي على المشورة والعلاج السلوكي.

### إدمان ألعاب الفيديو
هل يمكنك نزع يديك من على وحدة التحكم؟ تبين البحوث أن إدمان ألعاب الفيديو هو الأكثر شيوعا بين الأولاد والرجال فتبين دراسة واحدة أن ما يصل إلى 1 من10 لاعبي الفيديو الذين تتراوح أعمارهم بين 8 و18 عاما إذا كنت من المدمنين على ألعاب الفيديو، فعلاجك الإرشاد وتعديل السلوك.

### إدمان الجراحات التجميلية
بعض الناس يذهب تحت السكين مرارا وتكرارا لتحسين الطريقة التي يظهرون بها وفي الواقع وهم أكثر عرضة لاضطرابات تشوه الجسم BDD) من إدمان جراحة التجميل. حوالي 1 إلى 2 في المئة من السكان لديهم اضطراب تشوه الجسم.

### إدمان الطعام
الاضطراب والشراهة عند تناول الطعام هو مشكلة حقيقية تصيب حوالي 3 في المئة من البالغين في الولايات المتحدة. وتشمل أعراضه تناول الطعام لتخفيف العواطف والمبالغة في الطعام في الحين ذاته، والشعور بالذنب بعده. وغير معروف سبب اضطرابات الأكل، ولكن ربما يرتبط أكثر بالاكتئاب من الإدمان.

### إدمان فعل المخاطر
العديد من الباحثين عن الإثارة والحماس لهم نفس الأعراض مثل مدمني المخدرات؛ فعندما يحصلون على الاندفاع من القفز بالمظلات أو تسلق الصخور، فإنهم يسعون إلى خطورة أكثر ومغامرات تشعرهم بنفس المستوى من الإثارة. وتشير الدراسات إلى أن هذه الاثارة تغمر المخ بنفس المواد الكيميائية الصادرة عن إدمان المخدرات.
وخلاصة القول: ليس كل من الإدمان السلوكي يُلبي التعريف الكلاسيكي للإدمان الجسدي، لكن لديها العديد من السمات المميزة النفسية والاجتماعية وتستجيب بشكل جيد للأنواع التقليدية لعلاج الإدمان.